# Antigóni Drisbióti
Antigóni Drisbióti (en grec moderne : Αντιγόνη Ντρισμπιώτη) (née le 21 mars 1984 à Kardítsa) est une athlète grecque, spécialiste de la marche. Elle est double championne d'Europe du 20 km et du 35 km à Munich en 2022.   

## Carrière
Antigóni Drisbióti participe aux Championnats du monde 2013 et aux Championnats d'Europe 2014, ainsi qu'aux Jeux méditerranéens 2013 à Mersin où elle décroche une médaille de bronze.
Elle concourt à deux olympiades sur 20 km en 2016 et 2021, avec comme meilleur résultat une place de finaliste (8e) à Tokyo. 

### Double championne d'Europe (2022)
En mars 2022, la Grecque est médaillée lors des Championnats du monde par équipes de marche 2022. En juillet, elle échoue au pied du podium avec une quatrième place lors des championnats du monde d'Eugene sur la distance du 35 km, même si elle améliore son record en 2 h 41 min 58 s. Le mois suivant, elle devient championne d'Europe du 35 km à Munich avec un temps de 2 h 47 min 0 s, devenant la première Grecque de l'histoire couronnée en marche. Elle réalise ensuite le doublé en s'imposant sur 20 km sous une pluie battante avec un chrono en 1 h 29 min 03 s, devant la Polonaise Katarzyna Zdzieblo et l’Allemande Saskia Feige.
L'année suivante aux Mondiaux de Budapest, Drisbióti obtient la médaille de bronze sur 35 km, derrière l'Espagnole María Pérez et la Péruvienne Kimberly García.
Elle est nommée porte-drapeau de la délégation grecque aux Jeux olympiques d'été de 2024 en compagnie du joueur de basket-ball Giánnis Antetokoúnmpo.

## Palmarès
| Date | Compétition                       | Lieu           | Résultat | Épreuve      | Temps                |
| ---- | --------------------------------- | -------------- | -------- | ------------ | -------------------- |
| 2013 | Championnats du monde             | Moscou         | 31e      | 20 km marche | 1 h 33 min 42 s      |
| 2013 | Jeux méditerranéens               | Mersin         | 3e       | 20 km marche | 1 h 41 min 53 s      |
| 2014 | Championnats d'Europe 2014        | Zurich         | 24e      | 20 km marche | 1 h 35 min 54 s      |
| 2016 | Jeux olympiques                   | Rio de Janeiro | 15e      | 20 km marche | 1 h 32 min 32 s      |
| 2017 | Championnats du monde             | Londres        | 24e      | 20 km marche | 1 h 32 min 3 s       |
| 2018 | Championnats d'Europe 2018        | Berlin         | 13e      | 20 km marche | 1 h 32 min 16 s      |
| 2019 | Championnats du monde             | Doha           | 22e      | 20 km marche | 1 h 38 min 56 s      |
| 2021 | Jeux olympiques                   | Tokyo          | 8e       | 20 km marche | 1 h 31 min 24 s      |
| 2021 | Coupe d'Europe                    | Poděbrady      | 1re      | 35 km marche | 2 h 49 min 55 s      |
| 2022 | Championnats du monde             | Eugene         | 4e       | 35 km marche | 2 h 41 min 58 s (NR) |
| 2022 | Championnats d'Europe             | Munich         | 1re      | 20 km marche | 1 h 29 min 3 s       |
| 2022 | Championnats d'Europe             | Munich         | 1re      | 35 km marche | 2 h 47 min 0 s       |
| 2023 | Championnats d'Europe par équipes | Poděbrady      | 1re      | 20 km marche | 1 h 29 min 17 s      |
| 2023 | Championnats du monde             | Budapest       | 3e       | 35 km marche | 2 h 43 min 22 s      |

## Records
| Épreuve         | Performance          | Lieu      | Date            |
| --------------- | -------------------- | --------- | --------------- |
| 10 km marche    | 44 min 38 s          | Madrid    | 30 avril 2023   |
| 10 000 m marche | 43 min 51 s 98       | Canberra  | 6 janvier 2023  |
| 20 km marche    | 1 h 28 min 12 s (NR) | Melbourne | 12 février 2023 |
| 35 km marche    | 2 h 41 min 58 s (NR) | Eugene    | 22 juillet 2022 |